# Лаутаро

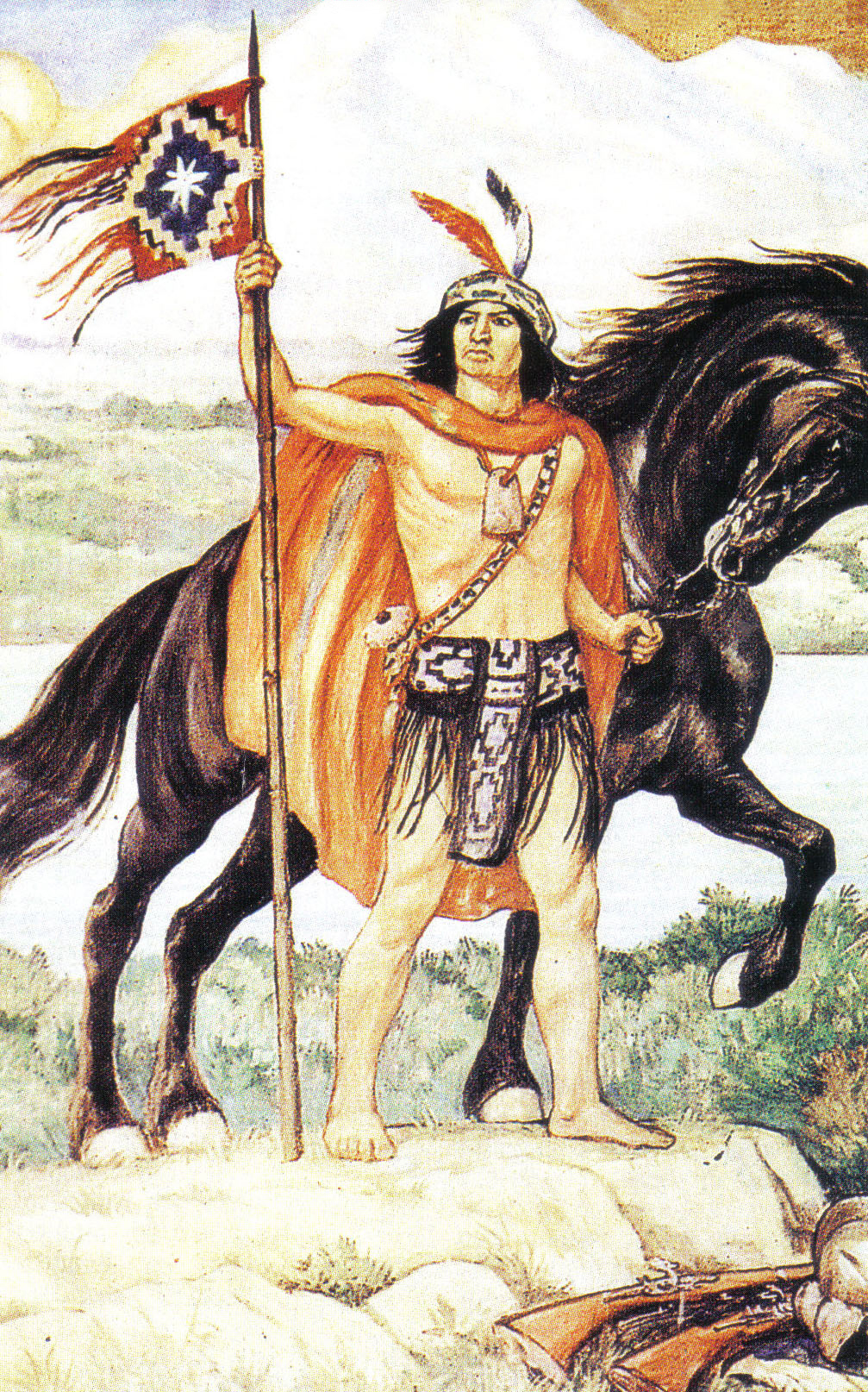
Лаутаро, фрагмент картины Педро Эррасуриса, 1948 год

Лаутаро (мап. Lef-Traru — «быстрая южная каракара», 1534/1535 год — 30 апреля 1557) — молодой вождь индейцев-мапуче, военачальник, в течение четырёх лет воевавший с испанцами во время первого этапа арауканской войны на юге нынешней территории Чили. Его люди взяли на себя обязательство изгнать испанских колонизаторов. Армия индейцев под командованием Лаутаро нанесла сокрушительные поражения испанским войскам с огромными потерями у испанцев, несмотря на то, что значительно уступала им по оружию. Он был близок к победе над колонизаторами, когда был убит в бою; на момент смерти ему было около 23 лет.

## Биография
Родился предположительно в 1534 или 1535 году. Был сыном одного из лонко — вождей, избираемых мапуче в мирное время. В 1546 (по другим данным — в 1550) году, был пленён испанцами и стал личным слугой конкистадора Педро де Вальдивия, завоевателя Чили, будучи вынужден служить ему в качестве разведчика. В плену Лаутаро стал изучать различные секреты испанцев и их военное дело. В 1553 году, после многочисленных попыток бегства ему удалось бежать. В плену он провёл, по одной версии, год, по другой — три года, если не больше. Вернувшись к своему народу с жаждой мести испанцам, он передал мапуче важные знания о достижениях испанцев, в том числе об использовании ими лошадей и о военной тактике. Вождь (токи) Кауполикан назначил его своим заместителем. Лаутаро командовал войсками мапуче в битве с испанцами при Тукапеле (предположительно 25 декабря 1553 года) совместно с Кауполиканом и Колоколо и нанёс поражение испанцам. Его противником в этой битве был Вальдивия, которого после неё подвергли чудовищной казни. Сообщается, что Лаутаро пытался спасти жизнь испанских пленных, но его голос не был услышан.
В последующие годы принимал участие в целом ряде битв Арауканской войны, в том числе в осаде Консепсьона в 1554 году. В 1557 году во время битвы при Матакито испанцы под командованием Франсиско де Вильягра предприняли неожиданную атаку и одержали победу; Лаутаро погиб в начале боя.
Подвиги Лаутаро воспеты в поэме испанского поэта Эрсилья-и-Суньиги «Араукана».